# Maria, królowa Szkotów (film 2018)
Maria, królowa Szkotów (ang. Mary Queen of Scots) – brytyjsko–amerykański dramat historyczny z 2018 roku w reżyserii Josie Rourke. Film powstał na podstawie biografii autorstwa Johna Guya Queen of Scots: The True Life of Mary Stuart. 
W filmie występują Saoirse Ronan jako Maria I Stuart i Margot Robbie jako jej kuzynka królowa Elżbieta I w czasie konfliktu między Anglią i Szkocją w 1569 roku. W rolach drugoplanowych występują  Jack Lowden, Joe Alwyn, David Tennant i Guy Pearce.

## Produkcja
Zdjęcia plenerowe do filmu kręcono w Szkocji i Anglii. Do szkockich lokacji należały: plaża w North Berwick, Edynburg, Seacliff (Tantallon Castle), Blackness Castle, Glen Coe, Glen Feshie i Poldullie Bridge. W Anglii ekipa kręciła m.in. w Albury (hrabstwo Surrey), Hardwick Hall i Haddon Hall (Derbyshire), Harmondsworth (dawne hrabstwo Middlesex, obecnie obrzeża Londynu), na Uniwersytecie Oksfordzkim, w katedrze w Gloucester oraz w Chiltern Open Air Museum (Buckinghamshire).

## Obsada
- Saoirse Ronan jako Maria I Stuart i kuzynka Elżbiety
- Margot Robbie jako Elżbieta I Tudor, kuzynka Mary i królowa Anglii
- Jack Lowden jako Henry Darnley, drugi mąż Mary
- Joe Alwyn jako Robert Dudley, doradca i kochanek Elżbiety
- David Tennant jako John Knox, założyciel Kościoła Szkocji
- Guy Pearce jako William Cecil, doradca Elżbiety
- Gemma Chan jako Bess z Hardwick
- Martin Compston jako Hrabia Bothwell, trzeci mąż Mary
- Ismael Cruz Córdova jako David Rizzio, przyjaciel i powiernik Mary
- Brendan Coyle jako Earl z Lennox
- Ian Hart jako Lord Maitland
- Adrian Lester jako Lord Randolph
- James McArdle jako James, Earl z Moray, regent Szkocji